# Onthophagus verticicornis
Onthophagus verticicornis es una especie de insecto del género Onthophagus, familia Scarabaeidae, orden Coleoptera.
Fue descrita científicamente por Laicharting en 1781.